# For Your Precious Love
For Your Precious Love est une chanson soul composée par Arthur Brooks, Richard Brooks et Jerry Butler, interprétée par le groupe The Impressions en 1958. En 1965, Otis Redding fait une reprise de la chanson dans son deuxième album studio The Great Otis Redding Sings Soul Ballads.
Cette chanson est également reprise par Gene Vincent, Jackie Wilson et Count Basie, Byron Lee and The Dragonaires, Aaron Neville et les Rolling Stones.
For Your Precious Love fait partie de la liste étendue des « chansons qui ont façonné le rock 'n' roll » du Rock and Roll Hall of Fame et est classée 327e des « 500 plus grandes chansons de tous les temps » du magazine Rolling Stone en 2004.
La version d'Otis Redding apparaît dans le thriller Ne le dis à personne, de Guillaume Canet, au tout début du film, et est intégrée à la bande originale. Elle est également utilisée dans Mr Nobody, de Jaco Van Dormael lors de la scène du cours de natation.